# Aurora Gil
Aurora Gil (La Corunya, 1919-Mèxic, 2008) va ser una il·lustradora gallega nacionalitzada mexicana, autora de calendaris i cartells publicitaris durant el segle xx. Nascuda a la Corunya es va traslladar a Mèxic a principis dels 1920. Va estudiar dibuix a l'Escola Superior de Belles Arts de Sant Jordi. Entre 1894 i 1897 va treballar per a la companyia Galas de México, una editorial dedicada a dissenyar i fabricar calendaris, sent una de les quatre úniques dones que van aconseguir treballar per a aquesta signatura. En l'editorial va treballar al costat d'autors de renom com José Bribiesca, Eduardo Cataño i Jesús Helguera en dissenys de calendaris, cartells i cromos. Posteriorment es va dedicar a ensenyar pintura i pintar retrats a Ciutat de Mèxic.